# The String Quartets
The String Quartets est un album de John Zorn joué par Mark Feldman, Erik Friedlander, Joyce Hammann et Lois Martin réunis sous le nom de Quartet DeSade. Il est sorti en 1999 sur le label Tzadik dans la série Composer consacrée à la musique classique contemporaine. 

## Titres
| 1.    | Cat O'nine Tails (1988)                                                              | 13:44 |
|       | The Dead Man (1990) 13 Specimen For String Quartet                                   | 12:29 |
| 2.    | Variations                                                                           | 1:04  |
| 3.    | Sonatas                                                                              | 0:41  |
| 4.    | Manifesto                                                                            | 0:49  |
| 5.    | Fanfare                                                                              | 0:56  |
| 6.    | Meditation                                                                           | 0:53  |
| 7.    | Rondo                                                                                | 0:48  |
| 8.    | Romance                                                                              | 0:30  |
| 9.    | Blossoms                                                                             | 1:07  |
| 10.   | Fantasy                                                                              | 0:52  |
| 11.   | Folio                                                                                | 1:15  |
| 12.   | Nocturne                                                                             | 1:38  |
| 13.   | Etude                                                                                | 0:40  |
| 14.   | Prelude                                                                              | 1:08  |
|       | -                                                                                    |       |
| 15.   | Memento Mori (1992) (Ignotium Per Ignotius - The Unknown By Way Of The More Unknown) | 28:57 |
| 16.   | Kol Nidre (1996)                                                                     | 8:22  |
| 75:53 |                                                                                      |       |

## Personnel
- Mark Feldman - second violon (premier violon sur Cat O'Nine Tails)
- Erik Friedlander - violoncelle
- Joyce Hammann - premier violon
- Lois Martin - alto